# Камісато (Сайтама)

36°15′7″ пн. ш. 139°8′41″ сх. д. / 36.25194° пн. ш. 139.14472° сх. д.
Каміса́то (яп. 上里町, かみさとまち, МФА: [kamʲisato mat͡ɕi̥]) — містечко в Японії, в повіті Кодама префектури Сайтама. Станом на 1 жовтня 2008 площа містечка становила 29,21 км². Станом на 1 січня 2009 населення містечка становило 31 230 осіб.